# John Reed

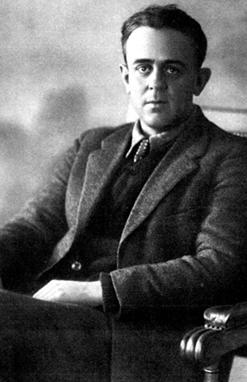
John Reed ca. 1915

John Silas Reed (* 22. Oktober 1887 in Portland, Oregon; † 19. Oktober 1920 in Moskau) war ein US-amerikanischer Journalist und 1919 Begründer und Vorsitzender der ersten kommunistischen Partei der USA, der Communist Labor Party of America, aus der – zusammen mit anderen revolutionär-sozialistischen Gruppierungen – nur wenig später die CPUSA hervorging.

## Leben
Nach dem Abschluss seines Studiums in den Fächern Soziologie und Wirtschaftswissenschaften in Harvard (1910) arbeitete Reed ab 1913 bei Max Eastmans Zeitschrift The Masses. Er berichtete vom Streik der Seidenweber in Paterson (New Jersey) und wurde inhaftiert, als er versuchte, eine Rede für die Streikenden zu halten. Im Herbst 1913 schickte ihn das Metropolitan Journal nach Mexiko. Seine Berichte von der mexikanischen Revolution bedeuteten seinen Durchbruch als Journalist.
1914 war Reed als Kriegsberichterstatter im Ersten Weltkrieg für The Masses und das Metropolitan Journal in Frankreich, Deutschland, Serbien, Rumänien und Bulgarien. Er lernte Louise Bryant 1915 in Portland, Oregon kennen und heiratete sie im November 1916. Bryant hatte zuvor noch eine Affäre mit Eugene O’Neill. Lincoln Steffens ermutigte Reed und Bryant, als Korrespondenten nach Russland zu gehen. Sie reisten im August 1917 ab und kehrten Ende April 1918 zurück; dabei erlebten sie die Oktoberrevolution aus der Nähe mit. Reeds Buch Zehn Tage, die die Welt erschütterten (erschienen 1919, deutsch 1922), wurde berühmt, Bryants Six Red Months in Russia nicht.
Reed gab von April bis Juni 1919 die 10 Nummern der Wochenschrift New York Communist des Linken Flügels (Left Wing Section) der Sozialistischen Partei Amerikas in New York City heraus.
Reed gehörte zu den am 30. August 1919  aus der Sozialistischen Partei Amerikas ausgeschlossenen Radikalen. Diese gründeten in der Folge zwei eigene Parteien. Reeds Partei war die Communist Labor Party of America (CLP) am folgenden Tag wurde die Kommunistische Partei der USA (CPUSA) gegründet. Reed war der erste Vorsitzende der CLP und der Herausgeber ihrer Zeitschrift The Voice of Labor.

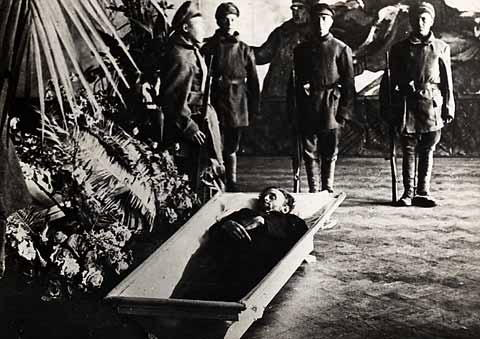
Begräbnis in Moskau 1920

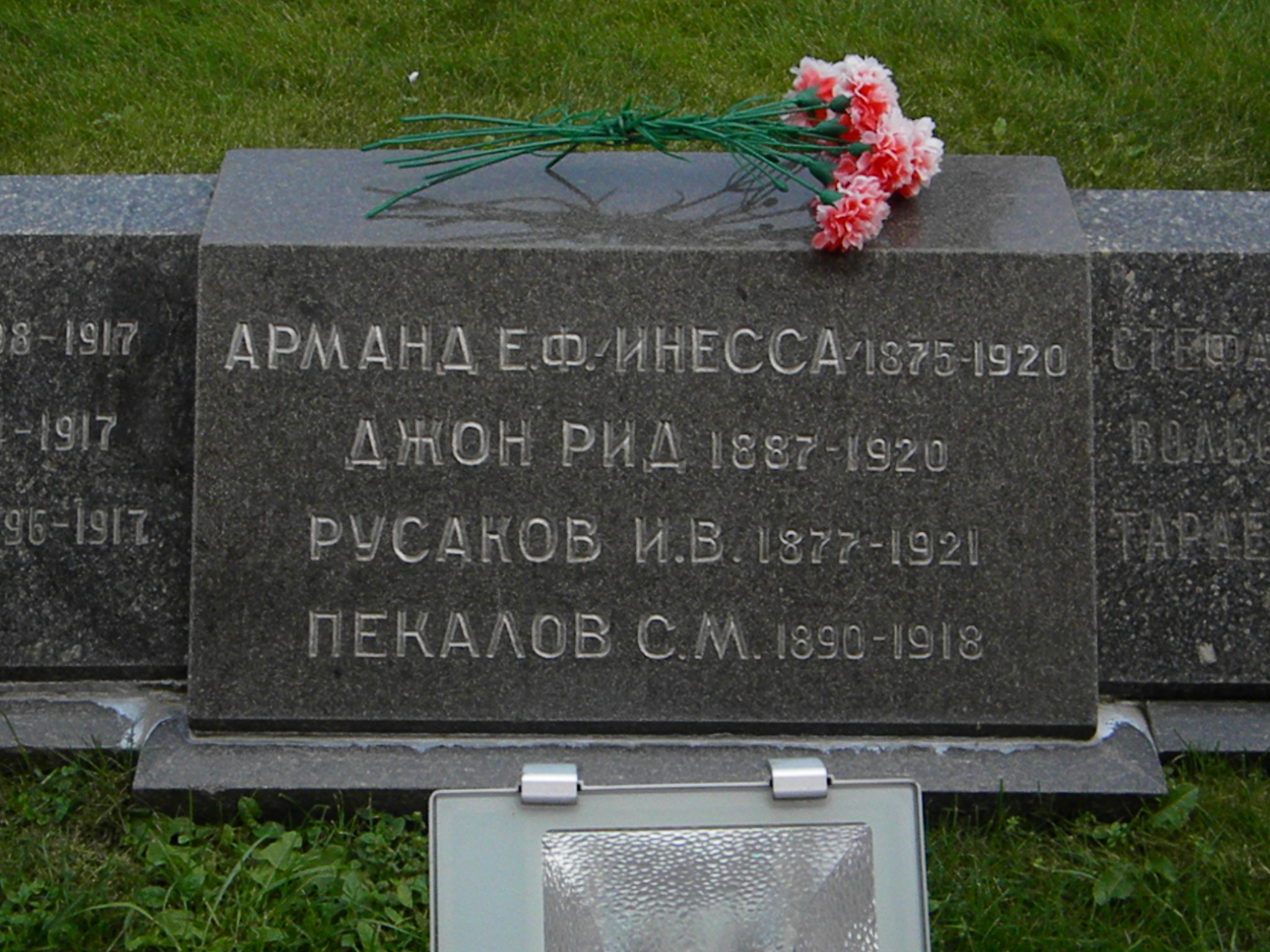
Nekropole an der Kremlmauer, Gemeinschaftsgrab Nr. 5 von Inessa Armand, John Reed, Iwan Russakow und Semjon Pekalow

Als Reed wegen Aufruhr angeklagt wurde, flüchtete er im Oktober 1919 mit einem gefälschten Pass über Norwegen, Schweden und Finnland nach Sowjetrussland, um dort bei der Komintern Unterstützung für seine CLP zu suchen.
1920 erneut in Russland,  erkrankte er im September 1920  an Typhus und starb wenige Tage vor seinem 33. Geburtstag. Er wurde in der Nekropole an der Kremlmauer (Gemeinschaftsgrab Nr. 5) bestattet. Er gehört neben Charles Ruthenberg und William Dudley Haywood zu den wenigen US-Amerikanern, die ein Ehrengrab an der Kremlmauer zwischen anderen prominenten Kommunisten erhielten.
Zur amerikanischen Neuauflage von John Reeds 10 Tage, die die Welt erschütterten schrieb Lenin das Vorwort. Unter Stalin wurde das Buch in der Sowjetunion zensiert. Die New York Times wählte es 1999 auf Platz 7 der hundert bedeutendsten journalistischen Werke.

## Ausgewählte Werke
- The Day in Bohemia, 1913, New York :  The Author.
- The War in Eastern Europe, 1916, New York : C. Scribner’s Sons.
- Tamburlaine, and Other Verses by John Reed, 1917, Riverside.
- Red Russia, The Liberator Publishing Co., New York 1919.
- Zehn Tage, die die Welt erschütterten. Mit einem Vorwort von W. I. Lenin und einem Vorwort von N. K. Krupskaja. Übersetzt von Willi Schulz. Dietz Verlag, Berlin 1957. Onlineversion (Memento vom 3. Juli 2007 im Internet Archive)(Im englischsprachigen Original: Ten Days that Shook the World. International Publishers, New York, ISBN 978-0-7178-0200-5).
- Daughter of the Revolution, and Other Stories by John Reed, 1927, New York, Vanguard Press.
- Adventures of a Young Man, 1966, Berlin : Seven Seas Publishers.
- An Anthology, by John Reed., 1966, Moskau : Progress Publishers.
- Stationen meines Lebens. Dietz, Berlin 1977.
- Eine Revolutionsballade. Mexico 1914. (früher unter dem Titel „Mexiko in Aufruhr“ erschienen) Eichborn Verlag, Reihe Die Andere Bibliothek, Frankfurt am Main 2005, ISBN 3-8218-4560-0 (Im englischsprachigen Original: Insurgent Mexico. International Publishers, New York, ISBN 978-0-7178-0099-5).

### Sammelausgaben
- The Education of John Reed. International Publishers, New York 1955.
- The Complete Poetry of John Reed. Pine Hill Press, Freeman 1973.
- The Complete Poetry of John Reed. University Press of America, Washington, D.C. 1983, ISBN 0-8191-2931-3.
- Collected Poems. Lawrence Hill, Westport 1985, ISBN 0-88208-189-6.
- John Reed for the Masses. McFarland, Jefferson 1987, ISBN 0-89950-214-8.
- John Reed and the Russian Revolution. St. Martin’s Press, New York 1992, ISBN 0-312-06891-3.
- The Collected Works of John Reed. Modern Library, New York 1995, ISBN 0-679-60144-9.

## Spielfilme
- Reed, México insurgente, Spielfilm über die Mexikanische Revolution, basierend auf Reeds Zeitungsberichten. – Mexiko, 1973, 124 Min. – Regie: Paul Leduc; Drehbuch: Emilio Carballido, Carlos Castañón, Juan Tovar.
- Reds; Spielfilm über das Leben des amerikanischen Kommunisten und Schriftstellers John Reed. – USA, 1981, 194 Min. –  Drehbuch, Regie und Hauptdarsteller: Warren Beatty (drei Oscars)
- Mexico in Flammen und Ich sah die Geburt einer neuen Welt, auch u. d. T.: 10 Tage, die die Welt erschütterten; zweiteiliger Spielfilm über John Reeds Erfahrungen während der mexikanischen und der russischen Revolution. – Italien/Mexiko/UdSSR, 1982, zusammen ca. 240 Min. – Regie: Sergei Bondartschuk, Hauptdarsteller: Franco Nero.